# Porokotajärvi (sjö i Enontekis, Lappland, Finland)
Porokotajärvi eller Vaarantausjärvi eller Vaapantausjärvi är en sjö i Finland. Den ligger i kommunen Enontekis i landskapet Lappland, i den norra delen av landet, 900 km norr om huvudstaden Helsingfors. Porokotajärvi ligger 317,6 meter över havet. Arean är 8,8 hektar och strandlinjen är 1,41 kilometer lång. Sjön  ingår i Kemi älvs huvudavrinningsområde. 